# Hugh Percy Wilkins
Hugh Percy Wilkins (1896 - 1960) fou un astrònom gal·lès aficionat, especialista en l'observació lunar. Fou molt conegut per haver realitzat un dels mapes més detallats de la Lluna, molt de temps abans que comencés l'època espacial amb el Programa Apol·lo. Aquest catàleg lunar tenia un diàmetre estimat de 7,6 metres. Va estar a càrrec de la direcció de la British Astronomical Association. El seu nom apareix a la cartografia lunar assignat al cràter Wilkins, de 45 km de diàmetre. Juntament amb l'astrònom i selenògraf català Antoni Paluzie i Borrell, va fundar el juliol de 1956 la Societat Lunar Internacional -ILAS- (International Lunar Astronomical Society), amb seus a Barcelona i Bewleyheath (Anglaterra). Amb Patrick Moore fou autor de The Moon mapa cartogràfic de la Lluna, publicat el 1955.